# Stazione di Walthamstow Central
La stazione di Walthamstow Central è una stazione posta sulla diramazione per Chingford della Lea Valley line. Serve il centro del quartiere di Walthamstow, nel borgo londinese di Waltham Forest.

## Storia
La stazione è stata aperta al pubblico il 26 aprile 1870, come Hoe Street, dalla Great Eastern Railway (GER) su un ramo secondario che arrivava solo fino a Lea Bridge. La linea per Londra è stata aperta due anni più tardi, nel 1872, fino a Bethnal Green, e prolungata a nord fino a Chingford nel 1873.
La GER si è successivamente unita ad altre società ferroviarie per dare origine nel 1923 alla London and North Eastern Railway. Nel 1948, dopo la nazionalizzazione delle ferrovie, la gestione della stazione è passata alla Eastern Region della British Rail che ha elettrificato le linee alla fine degli anni cinquanta. I servizi con motrici elettriche sono iniziati il 12 novembre 1960. L'edificio della stazione è un esempio ben conservato di stazione vittoriana.
Le piattaforme della stazione sono accessibili a passeggeri con disabilità per mezzo di ascensori.
Walthamstow Central si trova a circa 300 metri dalla stazione di Walthamstow Queen's Road, con la quale è permesso l'interscambio. In seguito a una campagna di un comitato di cittadini locali, durata molti anni, un sentiero pedonale diretto fra le due stazioni, che porta a un nuovo ingresso su Exeter Road, è stato aperto nell'agosto 2014 ed è stato denominato Ray Dudley Way in ricordo del principale promotore del comitato.
La linea è entrata a far parte della rete della London Overground il 31 maggio 2015.

## Movimento
L'impianto è servito dai treni della linea Lea Valley della London Overground.

## Interscambi
La stazione consente l'interscambio con la fermata omonima della linea Victoria della metropolitana di Londra.
È permesso, inoltre, l'interscambio con la stazione di Walthamstow Queen's Road della London Overground sulla ferrovia Gospel Oak-Barking. Le due stazioni sono collegate da un vialetto pedonale, denominato Ray Dudley Way.
Nelle vicinanze della stazione effettuano fermata numerose linee urbane automobilistiche, gestite da London Buses.
- Fermata metropolitana (Walthamstow Central, linea Victoria)
- Stazione ferroviaria (Walthamstow Queen's Road, London Overground)
- Fermata autobus

## Galleria d'immagini

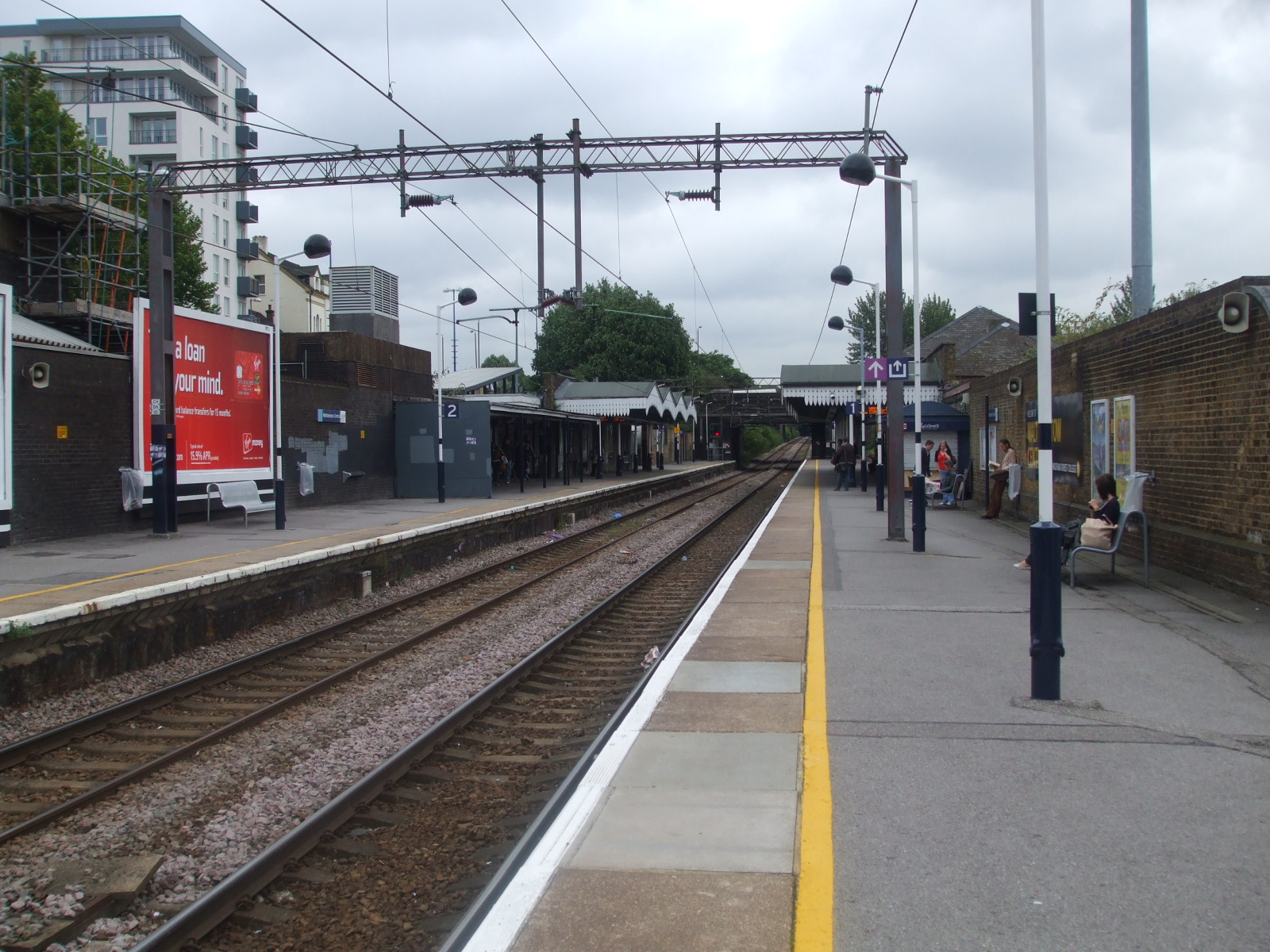
La stazione dell'Overground, i binari
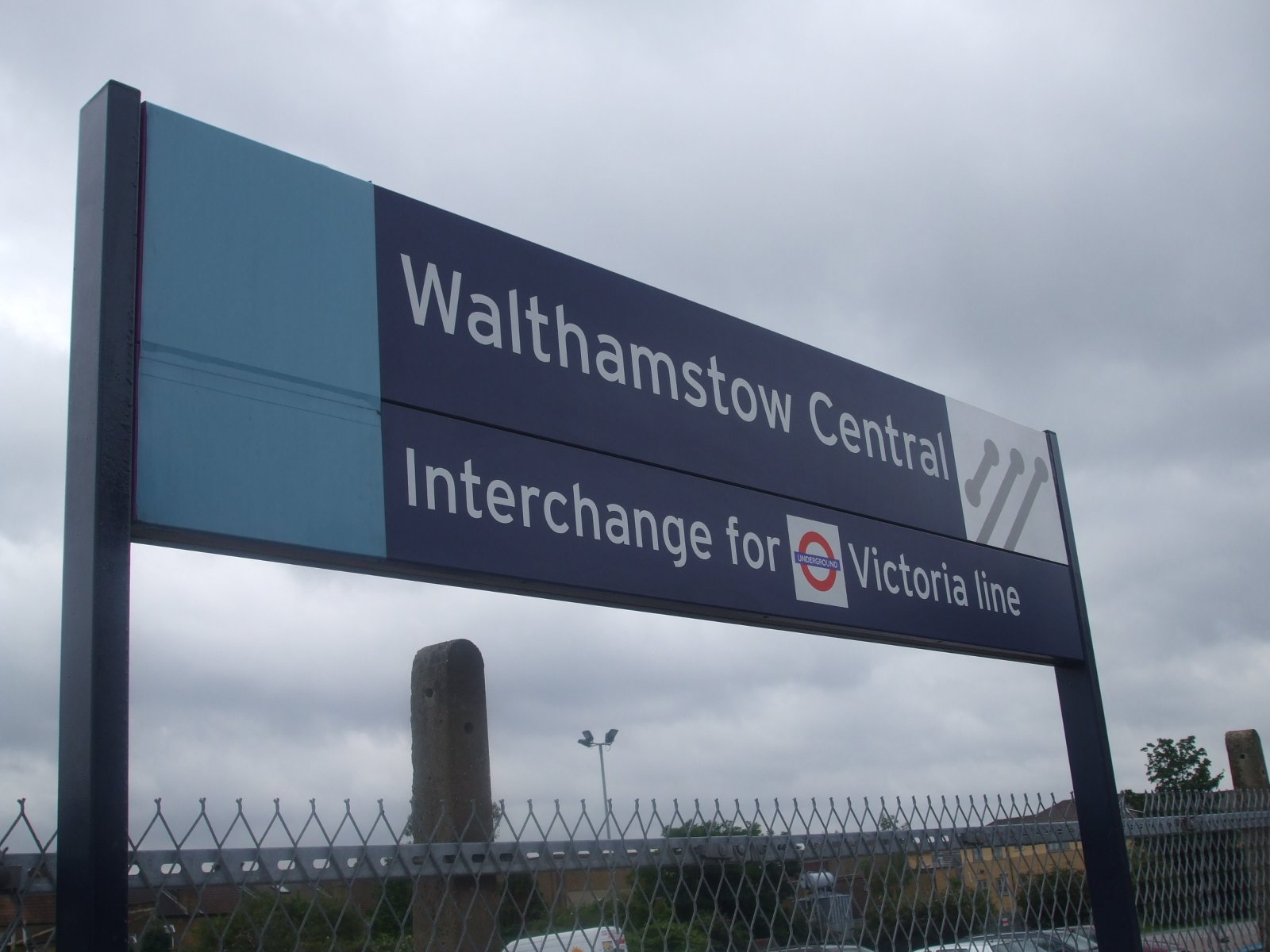
L'insegna della stazione della London Overground
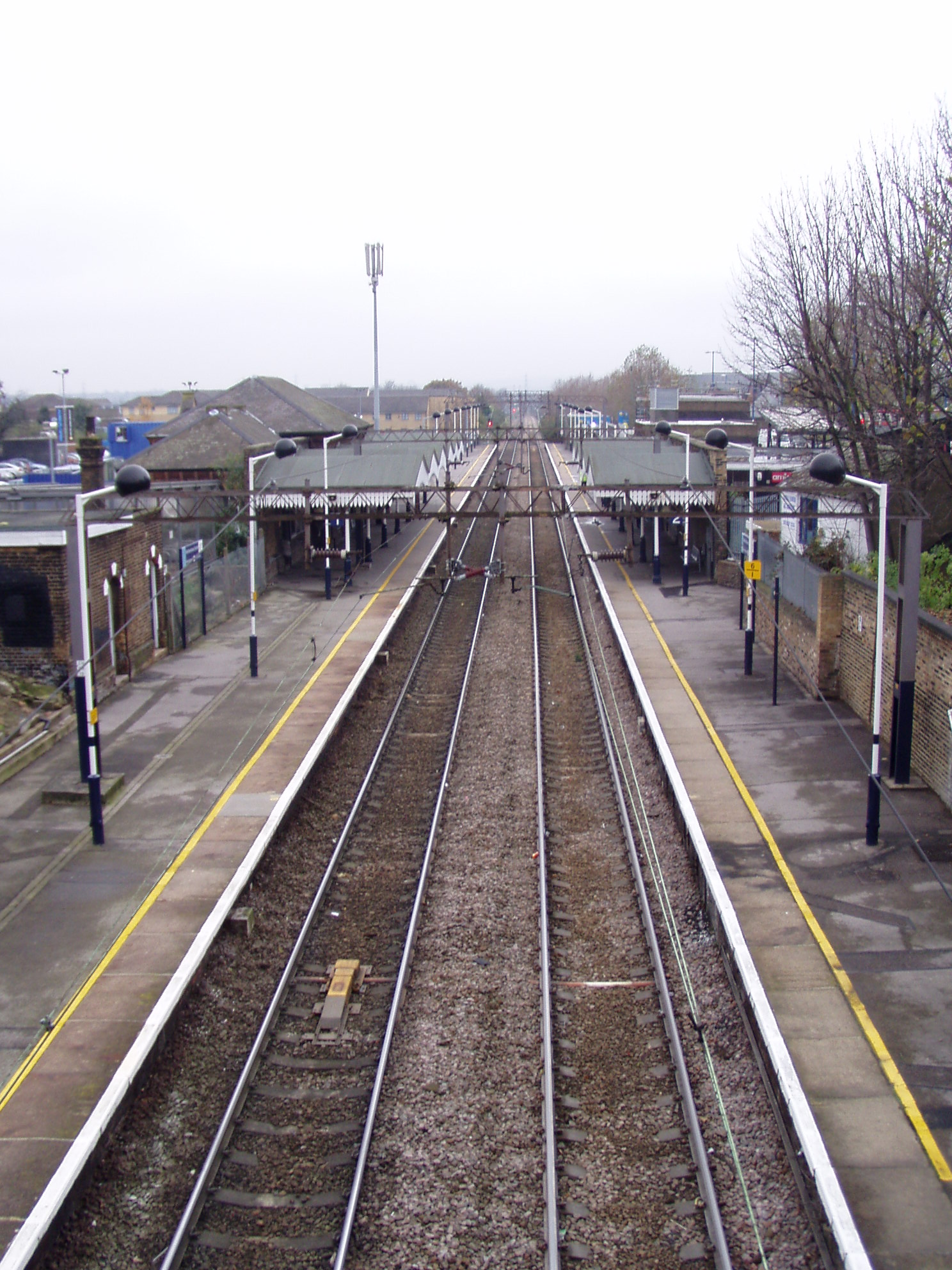
La stazione della London Overground vista verso ovest dal cavalcavia dell'autostrada A112